# 颜晓东
颜晓东（1960年2月—），男，河南信阳人，中国人民武装警察部队中将
。曾任武警部队新疆维吾尔自治区总队政治委员、武警部队政治工作部主任、武警部队副政治委员等职，第十九届中央候补委员。

## 生平
历任武警山东省总队政治部主任、武警陕西省总队政治委员。2013年9月，调任武警新疆总队政治委员（正军职）。2015年12月，任中国人民武装警察部队政治工作部主任。2017年7月，晋升中将警衔。2017年10月，中国共产党第十九次全国代表大会上当选中国共产党第十九届中央委员会候补委员。2018年7月，转任武警副政委。